# Ardisia devredii
Ardisia devredii är en viveväxtart som beskrevs av A. Taton. Ardisia devredii ingår i släktet Ardisia och familjen viveväxter. Inga underarter finns listade i Catalogue of Life.